# Square Valère-Gille
Le square Valère-Gille est une courte voirie en cul-de-sac débute avenue Armand Huysmans et forme un coude au sein de l'îlot compris entre cette avenue, la rue François Dons et les avenues Pierre et Marie Curie et Guillaume Gilbert.

### Plaque commémorative

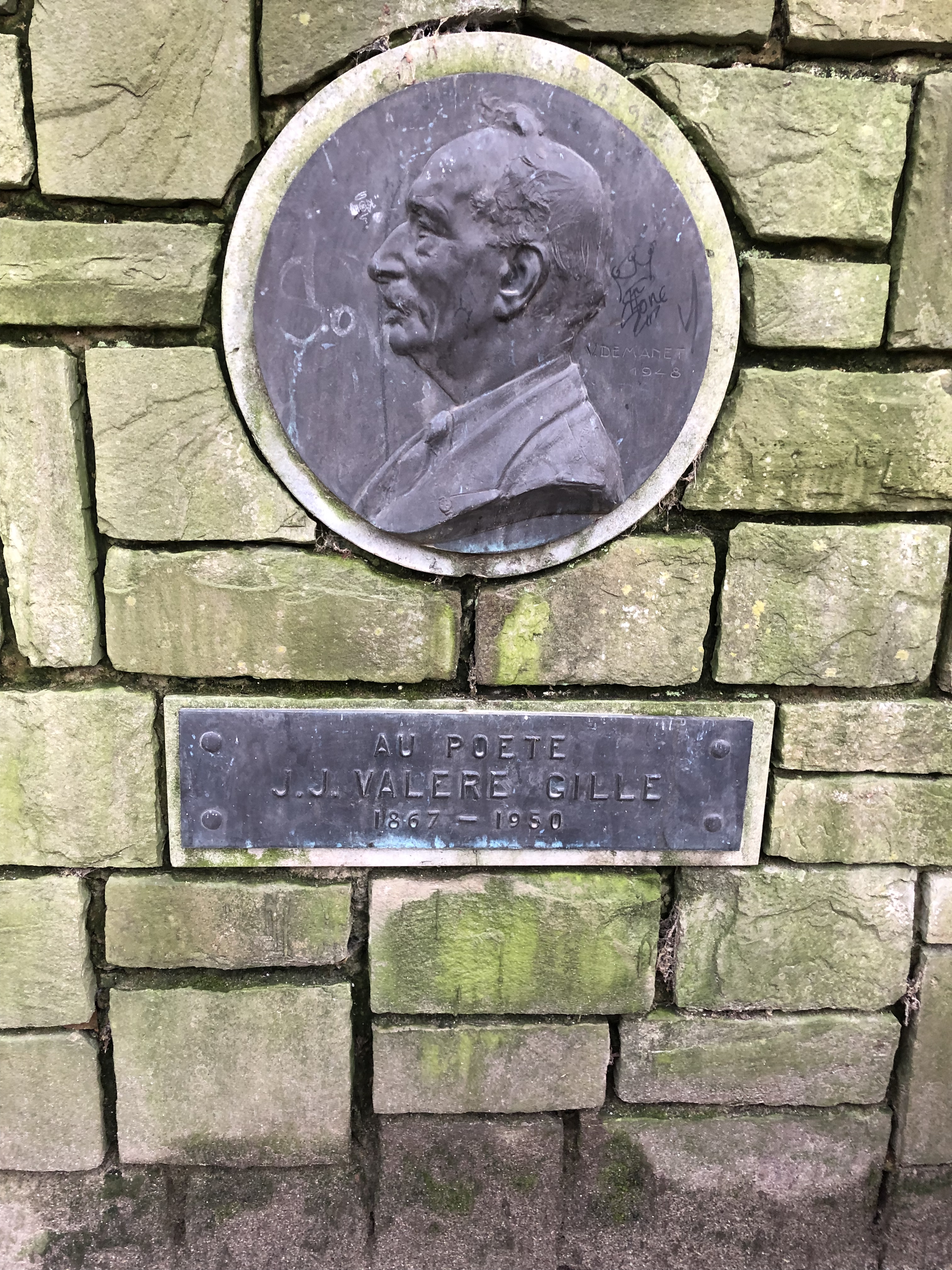
Valère Gille (1867-1950) à l'abbaye de la Cambre